# レーウェンフック (小惑星)
レーウェンフック (2766 Leeuwenhoek) は、小惑星帯にある小惑星。1982年に、クレチ天文台でズデニカ・ヴァーヴロヴァーによって発見された。
顕微鏡を使って微生物を観察したオランダの生物学者、アントニ・ファン・レーウェンフックに因んで命名された。